# Natação nos Jogos Olímpicos de Verão de 2016 - Revezamento 4x100 m livre feminino
A competição do revezamento 4x100 m livre feminino da natação nos Jogos Olímpicos de Verão de 2016 foi disputada no dia 6 de agosto no Estádio Aquático Olímpico.

## Medalhistas
|  | AUS Austrália                                                              |  | USA Estados Unidos                                                                              |  | CAN Canadá                                                                             |
|  | Brittany Elmslie Bronte Campbell Cate Campbell Emma McKeon Madison Wilson* |  | Katie Ledecky Simone Manuel Abbey Weitzeil Dana Vollmer Amanda Weir* Lia Neal* Allison Schmitt* |  | Chantal Van Landeghem Sandrine Mainville Taylor Ruck Penny Oleksiak Michelle Williams* |

*Participaram apenas das eliminatórias, mas também receberam medalhas.

## Recordes
Antes desta competição, os recordes mundiais e olímpicos da prova eram os seguintes:
| Tipo | Atleta | Tempo   | Local   | Data                |
| ---- | --- | ------- | ------- | ------------------- |
|      | AUS Austrália Bronte Campbell (53.15) Melanie Schlanger (52.76) Emma McKeon (52.91) Cate Campbell (52.16)    | 3:30.98 | Glasgow | 24 de julho de 2014 |
|      | AUS Austrália Alicia Coutts (53.90) Cate Campbell (53.19) Brittany Elmslie (53.41) Melanie Schlanger (52.65) | 3:33.15 | Londres | 28 de julho de 2012 |

Os seguintes recordes mundiais ou olímpicos foram estabelecidos durante esta competição:
| Data        | Evento        | Equipe | Tempo   | Notas            |
| ----------- | ------------- | --- | ------- | ---------------- |
| 6 de agosto | Eliminatórias | AUS Austrália Madison Wilson (54.11) Brittany Elmslie (53.22) Bronte Campbell (53.26) Cate Campbell (51.80) | 3:32.39 | Recorde olímpico |
| 6 de agosto | Final         | AUS Austrália Emma McKeon (53.41) Brittany Elmslie (53.12) Bronte Campbell (52.15) Cate Campbell (51.97)    | 3:30.65 | ,                |

## Resultados

### Eliminatórias
| Pos. | Elim. | Raia | CON                | Nadadoras                                                                                                  | Tempo   | Notas            |
| ---- | ----- | ---- | ------------------ | --- | ------- | ---------------- |
| 1    | 2     | 4    | AUS Austrália      | Madison Wilson (54.11) Brittany Elmslie (53.22) Bronte Campbell (53.26) Cate Campbell (51.80)              | 3:32.39 | Q,               |
| 2    | 2     | 5    | USA Estados Unidos | Amanda Weir (53.60) Lia Neal (53.63) Allison Schmitt (53.72) Katie Ledecky (52.64)                         | 3:33.59 | Q                |
| 3    | 2     | 3    | CAN Canadá         | Sandrine Mainville (54.17) Chantal Van Landeghem (52.90) Michelle Williams (53.73) Taylor Ruck (53.04)     | 3:33.84 | Q,               |
| 4    | 1     | 3    | ITA Itália         | Erika Ferraioli (54.91) Silvia Di Pietro (53.96) Aglaia Pezzato (53.86) Federica Pellegrini (53.17)        | 3:35.90 | Q,               |
| 5    | 1     | 4    | NED Países Baixos  | Inge Dekker (54.75) Marrit Steenbergen (53.31) Maud van der Meer (53.88) Femke Heemskerk (54.00)           | 3:35.94 | Q                |
| 6    | 1     | 5    | SWE Suécia         | Michelle Coleman (54.39) Louise Hansson (54.69) Ida Lindborg (54.77) Sarah Sjöström (52.57)                | 3:36.42 | Q                |
| 7    | 1     | 2    | JPN Japão          | Miki Uchida (53.93) Rikako Ikee (53.41) Misaki Yamaguchi (54.87) Yayoi Matsumoto (54.53)                   | 3:36.74 | Q,               |
| 8    | 2     | 2    | FRA França         | Béryl Gastaldello (54.94) Charlotte Bonnet (53.16) Mathilde Cini (54.64) Anna Santamans (54.11)            | 3:36.85 | Q,               |
| 9    | 1     | 6    | CHN China          | Zhu Menghui (54.06) Sun Meichen (54.79) Tang Yi (54.56) Shen Duo (53.84)                                   | 3:37.25 |                  |
| 10   | 2     | 7    | RUS Rússia         | Veronika Popova (54.35) Viktoriya Andreeva (54.45) Rozaliya Nasretdinova (54.32) Nataliya Lovtsova (54.56) | 3:37.68 | Recorde nacional |
| 11   | 2     | 6    | BRA Brasil         | Larissa Oliveira (55.54) Etiene Medeiros (53.99) Daynara de Paula (54.81) Manuella Lyrio (55.06)           | 3:39.40 |                  |
| 12   | 1     | 7    | DEN Dinamarca      | Pernille Blume (54.54) Julie Kepp Jensen (54.79) Sarah Bro (55.75) Mie Nielsen (54.37)                     | 3:39.45 |                  |
| 13   | 2     | 1    | ESP Espanha        | Fátima Gallardo (55.84) Marta González (54.98) Patricia Castro (55.08) Melani Costa (54.56)                | 3:40.46 | Recorde nacional |
| 14   | 2     | 8    | SUI Suíça          | Maria Ugolkova (54.75 ) Alexandra Touretski (55.28) Danielle Villars (55.37) Noémi Girardet (55.62)        | 3:41.02 | Recorde nacional |
| 15   | 1     | 1    | POL Polônia        | Katarzyna Wilk (55.34) Alicja Tchórz (55.01) Aleksandra Urbańczyk (55.78) Anna Dowgiert (55.30)            | 3:41.43 |                  |
| 16   | 1     | 8    | ISR Israel         | Keren Siebner (55.60) Zohar Shikler (55.29) Amit Ivry (55.71) Andrea Murez (55.37)                         | 3:41.97 | Recorde nacional |

### Final
| Pos.              | Raia | CON                | Nadadoras                                                                                           | Tempo   | Notas              |
| ----------------- | ---- | ------------------ | --------------------------------------------------------------------------------------------------- | ------- | ------------------ |
| Medalha de ouro   | 4    | AUS Austrália      | Emma McKeon (53.41) Brittany Elmslie (53.12) Bronte Campbell (52.15) Cate Campbell (51.97)          | 3:30.65 | Recorde mundial    |
| Medalha de prata  | 5    | USA Estados Unidos | Simone Manuel (53.36) Abbey Weitzeil (52.56) Dana Vollmer (53.18) Katie Ledecky (52.79)             | 3:31.89 | Recorde da América |
| Medalha de bronze | 3    | CAN Canadá         | Sandrine Mainville (53.86) Chantal Van Landeghem (53.12) Taylor Ruck (53.19) Penny Oleksiak (52.72) | 3:32.89 | Recorde nacional   |
| 4                 | 2    | NED Países Baixos  | Marrit Steenbergen (54.29) Femke Heemskerk (53.47) Inge Dekker (53.85) Ranomi Kromowidjojo (52.20)  | 3:33.81 |                    |
| 5                 | 7    | SWE Suécia         | Michelle Coleman (54.19) Sarah Sjöström (52.47) Ida Marko-Varga (54.70) Louise Hansson (54.54)      | 3:35.90 |                    |
| 6                 | 6    | ITA Itália         | Erika Ferraioli (55.21) Silvia Di Pietro (53.69) Aglaia Pezzato (53.99) Federica Pellegrini (53.89) | 3:36.78 |                    |
| 7                 | 8    | FRA França         | Béryl Gastaldello (54.83) Charlotte Bonnet (53.17) Mathilde Cini (54.92) Anna Santamans (54.53)     | 3:37.45 |                    |
| 8                 | 1    | JPN Japão          | Miki Uchida (54.23) Rikako Ikee (53.98) Misaki Yamaguchi (55.11) Yayoi Matsumoto (54.46)            | 3:37.78 |                    |

Legenda
| Recorde mundial      | Recorde mundial (World record)               |                       | Recorde africano                      | Recorde africano (African) |                                           | Q | Classificado por posição (Qualified) |
| Recorde olímpico     | Recorde olímpico (Olympic record)            | Recorde da América    | Recorde da América (Americas)         | q                          | Classificado por melhor tempo (Qualified) |   |                                      |
| Melhor marca do ano  | Melhor marca do ano (World leading)          | Recorde asiático      | Recorde asiático (Asian)              | DNS                        | Não largou (Did not start)                |   |                                      |
| Recorde nacional     | Recorde nacional (National record)           | Recorde europeu       | Recorde europeu (European)            | DNF                        | Não terminou (Did not finish)             |   |                                      |
| Recorde pessoal      | Recorde pessoal do atleta (Personal best)    | Recorde da Oceania    | Recorde da Oceania (Oceania)          | DSQ / DQ                   | Desclassificado (Disqualified)            |   |                                      |
| Recorde da temporada | Recorde da temporada do atleta (Season best) | Recorde sul-americano | Recorde sul-americano (South America) | NM                         | Sem marca (No mark)                       |   |                                      |